# Antoni Niedzielski (lekarz)
Antoni Niedzielski (ur. 1794, zm. 23 kwietnia 1852 w Krakowie) – polski lekarz chirurg.

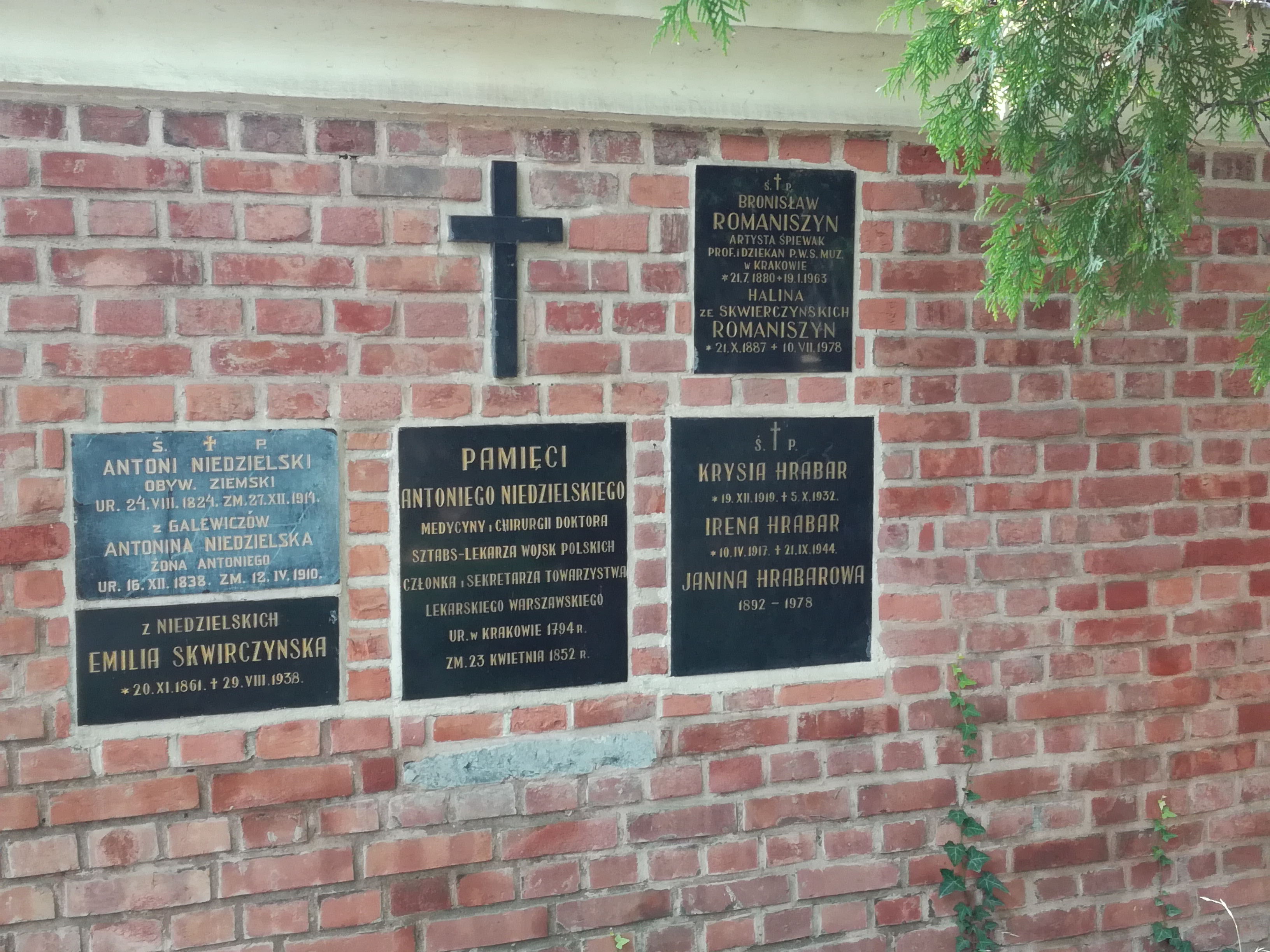
Tablica upamiętniająca Antoniego Niedzielskiego na cmentarzu Rakowickim (obok m.in. tablica prof. Bronisława Romaniszyna)

## Życiorys
Urodził się w 1794. 5 maja 1819 w Krakowie uzyskał stopień doktora medycyny. Specjalizował się w chirurgii. Od 1829 do 1832 pełnił funkcję sekretarza Towarzystwa Lekarskiego Warszawskiego. Publikował na łamach „Pamiętnika Lekarskiego Warszawskiego”.
Został lekarzem sztabowym wojsk polskich, uczestnicząc w powstaniu listopadowym. Brał udział w bitwach 1831 roku: pod Stoczkiem (14 lutego), pod Grochowem (25 lutego), pod Ostrołęką (26 maja). Zmarł 23 kwietnia 1852 w Krakowie. Został pochowany na cmentarzu Rakowickim w Krakowie (kwatera Ka).

## Publikacje
- Dissertatio inauguralis medico-chirurgica de Lithiasi [...] (1819)[7][3]
- O kąpielach (w: „Pamiętnik Lekarski Warszawski” t. I)[3]
- O ślinotok powstały po rozlaniu rtęci ze stłuczonej rurki barometrycznej (w: „Pamiętnik Lekarski Warszawski” t. I, 1837)[3]